# Образ (психология)
Образ в психологии — это переживание, которое в большинстве случаев значительно напоминает переживание зрительного восприятия какого-либо объекта, события или сцены, но происходит тогда, когда соответствующий объект, событие или сцена фактически не присутствуют в чувствах. Иногда бывают эпизоды, особенно при засыпании и пробуждении, когда ментальные образы быстрого и непроизвольного характера не поддаются восприятию, представляя собой калейдоскопическое поле, в котором нельзя различить никакого определенного объекта. Ментальные образы иногда могут производить эффекты, вызванные воображаемым поведением или опытом.
Природа этих переживаний — то, что делает их возможными, и их функции (если таковые имеются) долгое время были предметом исследований и споров в философии, психологии, когнитивной науке и нейробиологии. Как говорят современные исследователи, ментальные образы могут содержать информацию из любого источника сенсорного ввода; человек может испытывать слуховые образы, обонятельные образы и т. д. Однако большинство философских и научных исследований этой темы сосредоточено на визуальных ментальных образах. Иногда предполагается, что, подобно людям, некоторые виды животных способны переживать ментальные образы, но из-за интроспективной природы этого явления практически нет доказательств ни в пользу, ни против этой точки зрения.
Философы Джордж Беркли и Дэвид Юм и ранние психологи Вильгельм Вундт и Уильям Джеймс понимали идеи в целом как ментальные образы. Сегодня очень широко распространено мнение, что многие образы функционируют как ментальные репрезентации (или ментальные модели), играя важную роль в памяти и мышлении. Впервые фраза «ментальный образ» была использована в научном контексте в речи Джона Тиндаля 1870 года, названной «Научное использование воображения». Некоторые исследователи предполагают, что образы лучше всего понимать как форму внутреннего, ментального или нейронного представления; в случае гипнагогических и гипнакомпических образов они вообще не являются репрезентативными. Другие отвергают мнение, что переживание образа может быть идентично (или непосредственно вызвано) любым подобным представлением в уме или мозге, не принимая во внимание нерепрезентативные формы образов.

## Физическая основа
Биологическая основа мысленного образа до конца не изучена. Исследования с использованием фМРТ показали, что латеральное коленчатое тело и первичная зрительная кора (V1) активируются во время выполнения мысленных образных задач. Верхние области мозга также могут посылать зрительную информацию обратно нейронам в нижние области зрительной коры. ПЭТ-сканирование показало, что когда испытуемые, сидя в комнате, воображают, что они стоят у входной двери и начинают ходить либо влево, либо вправо, активация начинается в зрительной коре, теменной доле и префронтальной коре — всех высших когнитивных процессинговых центрах мозга. Зачатки биологической основы для мысленного взора находятся в более глубоких частях мозга под неокортексом, в центре восприятия. Таламус обрабатывает все формы перцептивных данных, передаваемых как из нижних, так и из верхних областей мозга. Его повреждение может нанести необратимый ущерб восприятию реальности, однако, когда повреждение наносится коре головного мозга, мозг адаптируется благодаря нейропластичности, исправляя любые окклюзии для восприятия. Существует мнение, что неокортекс — это сложное хранилище памяти, в котором данные, полученные в качестве входных данных от сенсорных систем, разделяются через кору головного мозга.
Не все люди обладают одинаковой способностью к внутреннему восприятию. Для многих, когда глаза закрыты, преобладает восприятие темноты. Однако некоторые люди способны воспринимать красочные, динамичные образы. Использование галлюциногенных препаратов повышает способность субъекта сознательно получать доступ к визуальному, слуховому, и другим каналам восприятия. Шишковидная железа является гипотетической основой мысленного взора. Исследователи считают, что во время клинической смерти железы выделяют галлюциногенное вещество диметилтриптамин(ДМТ), чтобы произвести внутренние визуальные эффекты при отсутствии внешних сенсорных данных, однако эта гипотеза еще не полностью подтверждена нейрохимическими данными и правдоподобным механизмом производства ДМТ.
Состояние, при котором человеку не хватает мысленных образов, называется афантазией. Распространенные примеры ментальных образов включают грезы наяву и ментальную визуализацию, которая происходит во время чтения книги, образы в уме, которые спортсмены вызывают во время тренировки или перед соревнованием, описывая каждый шаг, который они предпримут для достижения своей цели. Когда музыкант слышит песню, он иногда может «видеть» ноты песни в своей голове, а также слышать их со всеми их тональными качествами. Вызов образа в нашем сознании может быть добровольным актом, он в различной степени зависит от сознательного контроля.
Согласно психологу и когнитивисту Стивену Пинкеру, переживание мира представлено в нашем сознании в виде ментальных образов. Эти ментальные образы могут затем ассоциироваться и сравниваться с другими, и могут быть использованы для синтеза совершенно новых образов. С этой точки зрения ментальные образы позволяют нам формировать представление о том, как устроен мир, формулируя вероятные последовательности ментальных образов в нашей голове без необходимости непосредственно переживать этот результат. Есть ли у других существ такая способность — вопрос спорный.
Существует несколько теорий о том, как ментальные образы формируются в уме. К ним относятся теория двойного кодирования, пропозициональная теория и гипотеза функциональной эквивалентности. Теория двойного кодирования, созданная Алланом Пайвио в 1971 году, — это теория, согласно которой мы используем два отдельных кода для представления информации в нашем мозге: коды образов и вербальные коды. Например, если человек думает об изображении собаки, услышав слово «собака» — это образный код, а если он думает о самом слове — это вербальный код. Другой пример — различие между значением абстрактных слов, таких как справедливость или любовь, и конкретных слов, таких как слон или стул. Когда мы думаем об абстрактных словах, легче думать о них в терминах словесных кодов — находить слова, которые их определяют или описывают. Пропозициональная теория предполагает хранение образов в форме общего пропозиционального кода, который хранит смысл понятия, а не сам образ. Пропозициональные коды могут быть либо описательными, либо символическими. Затем они переносятся обратно в вербальный и визуальный код, чтобы сформировать ментальный образ. Гипотеза функциональной эквивалентности состоит в том, что ментальные образы являются «внутренними представлениями», которые работают так же, как и реальное восприятие физических объектов. Другими словами, образ собаки, возникающий при чтении слова «собака», интерпретируется так же, как если бы человек смотрел на настоящую собаку перед собой.

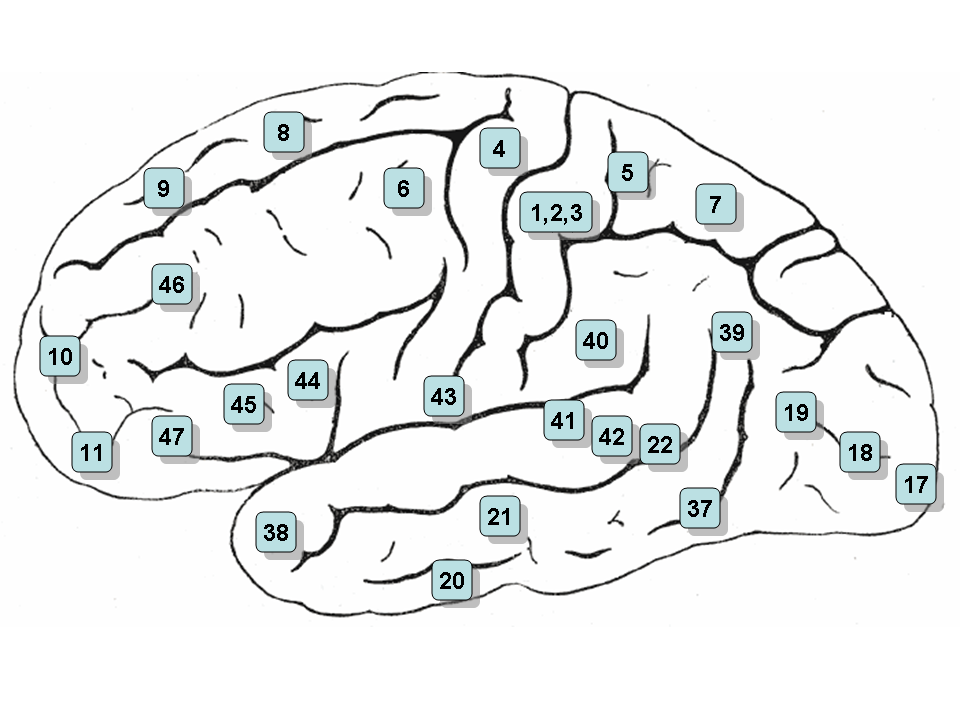
Боковая поверхность мозга с пронумерованными полями Бродмана

Были проведены исследования по определению специфического нейронного коррелята образов, которые показали множество результатов. Большинство исследований, опубликованных до 2001 года, предполагают, что нейронные корреляты визуальных образов происходят в зрительной коре. Слуховые образы наблюдались в премоторных областях и поле Бродмана 40. Слуховые образы в целом возникают в височной области, что позволяет манипулировать изображениями, обрабатывать и хранить слуховые функции. Исследование обонятельных образов показывает активацию в передней и задней грушевидной коре; люди с развитым обонянием имеют более крупное серое вещество, связанное с обонятельными областями. Установлено, что тактильные образы возникают в префронтальной области, нижней лобной извилине, лобной извилине, островковой доле, прецентральной извилине и медиальной лобной извилине с активацией базальных ганглиев в вентральном заднемедиальном ядре и путамене. Исследования вкусовых образов выявляют активацию в островковой доле, оперкулуме, и префронтальной коре. Метаанализ нейровизуализационных исследований выявил значительную активацию двусторонней дорсальной теменной, внутренней островковой и левой нижней лобной областей мозга. Считалось, что образы совпадают с восприятием; однако участники с поврежденными рецепторами модальности иногда могут воспринимать образы этих рецепторов. Нейробиология исследования образов использовались для общения с людьми, находящимися без сознания, посредством активации фМРТ различных нейронных коррелятов образов. Исследование, проведенное на одном пациенте с удаленной затылочной долей, показало, что горизонтальная область его зрительного образа уменьшилась.

## Нейронные субстраты зрительных образов
Визуальные образы — это способность создавать ментальные представления о вещах, людях и местах, которые отсутствуют в поле зрения индивида. Эта способность имеет решающее значение для решения задач и проблем, функционирования памяти и пространственного мышления. Нейробиологи обнаружили, что образы и восприятие имеют много общих нейронных субстратов, или областей мозга, таких как зрительная кора и высшие зрительные области, которые функционируют одинаково как во время создания образов, так и во время восприятия. Нижняя зрительная кора, области 17, 18 и 19 активируются во время визуальных образов. Учёные обнаружили, что ингибирование этих областей с помощью повторяющейся транскраниальной магнитной стимуляции приводит к нарушению зрительного восприятия и образности. Кроме того, исследования, проведенные с больными с поражением, показали, что зрительные образы и зрительное восприятие имеют одинаковую репрезентативную организацию. К такому выводу пришли пациенты, у которых нарушенное восприятие также испытывает дефицит зрительных образов на том же уровне ментальной репрезентации.
Имеются доказательства, опровергающие мнение о том, что зрительные образы и зрительное восприятие опираются на одну и ту же репрезентативную систему. Испытуемый был 33-летним мужчиной со зрительной агнозией, приобретенной после автомобильной аварии. Этот недостаток мешал ему распознавать объекты и плавно копировать их. Удивительно, но его способность извлекать точные объекты из памяти указывала на то, что его зрительные образы были нетронутыми и нормальными. Кроме того, он успешно выполнял и другие задачи, требующие визуальных образов для суждения о размере, форме, цвете и композиции. Эти результаты противоречат предыдущим исследованиям, поскольку они предполагают, что существует частичная диссоциация между зрительными образами и зрительным восприятием. Испытуемый продемонстрировал дефицит восприятия, который не был связан с соответствующим дефицитом зрительных образов, указывая на то, что эти два процесса имеют системы ментальных представлений, которые не могут быть полностью опосредованы одними и теми же нервными субстратами.

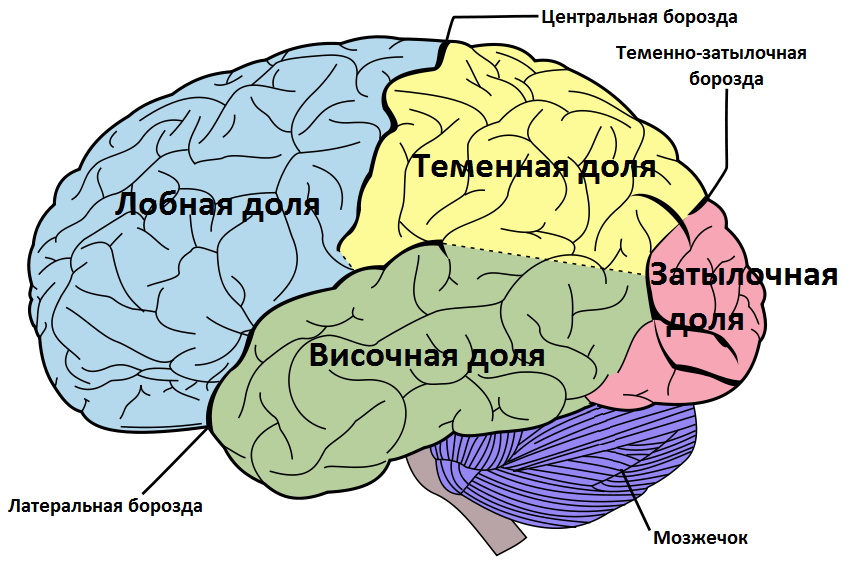
Доли полушарий большого мозга

В 2013 году исследователи провели функциональный МРТ-анализ областей, активируемых при манипулировании зрительными образами. Они выявили 11 двусторонних кортикальных и подкорковых областей, которые проявляли повышенную активацию при манипулировании зрительным образом по сравнению с тем, когда зрительный образ просто поддерживался. Эти области включали области затылочной доли и вентрального потока, две области теменной доли, заднюю теменную кору, а также три области лобной доли: лобные поля глаз, дорсолатеральную префронтальную кору и префронтальную кору. В связи с их предполагаемым участием в рабочей памяти и внимании авторы предполагают, что эти теменные и префронтальные области, а также затылочные области являются частью сети, участвующей манипуляции зрительными образами. Эти результаты предполагают нисходящую активацию зрительных областей в визуальных образах.
Использование динамического каузального моделирования для определения связности кортикальных сетей продемонстрировало, что активация сети, передающей визуальные образы, инициируется активностью префронтальной коры и задней теменной коры. Генерация объектов из памяти привела к первоначальной активации префронтальной и задней теменной областей, которые затем активируют более ранние зрительные области через обратную связь. Было также обнаружено, что активация префронтальной коры и задней теменной коры участвует в извлечении представлений объектов из долговременной памяти, их поддержании в рабочей памяти и внимании во время визуальных образов. Так, исследователи предположили, что сеть, передающая зрительные образы, состоит из механизмов внимания, возникающих в задней теменной коре и префронтальной коре. Яркость зрительных образов — важнейший компонент способности человека выполнять когнитивные задачи, требующие образности. Яркость зрительных образов различна не только между индивидами, но и внутри индивидов. Исследователи обнаружили, что вариация яркости визуальных образов зависит от степени, в которой нейронные субстраты визуальных образов перекрываются с субстратами визуального восприятия. Оказалось, что перекрытие между образами и восприятием во всей зрительной коре, теменной прекунеальной доле, правой теменной коре и медиальной лобной коре предсказывает яркость ментального представления. Считается, что активированные области за пределами зрительных областей управляют специфическими для образов процессами, а не визуальными процессами, общими с восприятием. Предполагается, что медиальная лобная кора участвует в извлечении и интеграции информации из теменной и зрительной областей во время работы памяти и зрительных образов. Правая теменная кора, по-видимому, играет важную роль во внимании, зрительном контроле и стабилизации ментальных представлений. Таким образом, нейронные субстраты зрительных образов и восприятия перекрываются в областях за пределами зрительной коры, и степень этого перекрытия в этих областях коррелирует с яркостью ментальных представлений во время изображения.

## В экспериментальной психологии
Когнитивные психологи и когнитивные нейробиологи эмпирически проверили некоторые философские вопросы, связанные с тем, как человеческий мозг использует мысленные образы в познании.
Одной из теорий разума, которая рассматривалась в этих экспериментах, была философская метафора «мозг как последовательный компьютер» 1970-х годов. Психолог Зенон Пилишин теоретизировал, что человеческий разум обрабатывает мысленные образы, разлагая их на лежащие в основе математические предложения. Роджер Шепард и Жаклин Метцлер бросили вызов этой точке зрения, представив испытуемым 2D-линейные рисунки групп трехмерных блочных «объектов» и попросив их определить, является ли этот «объект» тем же самым, что и вторая фигура, некоторые из которых вращаются вокруг первого «объекта». Шепард и Метцлер предположили, что если мы разложим, а затем мысленно воссоздадим объекты в основные математические предложения, как предполагал тогдашний доминирующий взгляд на познание как последовательный цифровой компьютер, тогда можно было бы ожидать, что время, необходимое для определения того, является ли объект тем же самым или нет, не будет зависеть от того, насколько объект был повернут. Шепард и Метцлер обнаружили противоположное: линейную зависимость между степенью вращения в задаче мысленного воображения и временем, которое потребовалось участникам, чтобы получить ответ.
Это открытие мысленного вращения подразумевало, что человеческий разум поддерживает и манипулирует ментальными образами как топографическими и топологическими целыми, что было быстро проверено психологами. Стивен Косслин и его коллеги показали в серии экспериментов по нейровизуализации, что мысленный образ объектов, подобных букве «F», отображается, поддерживается и вращается как образное целое в областях зрительной коры человека. Более того, работа Косслина показала, что существует значительное сходство между нейронными отображениями воображаемых и воспринимаемых стимулов. Авторы этих исследований пришли к выводу, что, хотя нейронные процессы, которые они изучали, опираются на математические и вычислительные основы, мозг также постоянно вычисляет серию топологически обоснованных изображений, а не математическую модель объекта. Недавние исследования в области неврологии и нейропсихологии, посвященные ментальным образам, еще больше поставили под сомнение теорию «разум как последовательный компьютер», утверждая вместо этого, что ментальные образы человека проявляются как визуально, так и кинестетически. Например, несколько исследований показали, что люди медленнее вращают линейные рисунки таких объектов, как руки, в направлениях, несовместимых с суставами человеческого тела, и что пациенты с болезненными, поврежденными руками медленнее мысленно вращают линейные рисунки руки со стороны поврежденной руки. Некоторые психологи, в том числе и Косслин, утверждают, что такие результаты возникают из-за интерференции между различными системами мозга, которые обрабатывают зрительные и моторные ментальные образы. Последующие нейровизуализационные исследования показали, что интерференция между двигательной и зрительной образной системами может быть вызвана тем, что они физически обрабатывают реальные 3D-блоки, склеенные вместе, чтобы сформировать объекты, подобные изображенным на линейных рисунках. Когда к линейным чертежам трехмерных блочных фигур Шепарда и Метцлера добавлялась цилиндрическая «голова», участники быстрее и точнее решали мысленные задачи вращения.
По мере того, как когнитивная нейробиология искала подходы к ментальным образам, исследования расширились от вопросов последовательной, параллельной или топографической обработки до вопросов взаимосвязи между ментальными образами и перцептивными представлениями. Для проверки гипотезы о том, что ментальный образ является восстановлением представлений мозга из памяти, обычно активируемых при восприятии внешнего стимула, использовались как томография мозга, так и нейропсихологические исследования пациентов. Другими словами, если восприятие яблока активирует контурные и пространственные представления, а также представления формы и цвета в зрительной системе мозга, то представление яблока активирует некоторые или все эти представления, используя информацию, хранящуюся в памяти. Первые доказательства этой идеи пришли из нейропсихологии. Пациенты с повреждением мозга, которое ухудшает восприятие определенным образом, например, искажая форму или цвет объектов, как правило, имеют нарушения ментальных образов аналогичными способами. Исследования функции мозга в нормальном человеческом мозге подтверждают этот же вывод, показывая активность в зрительных областях мозга, в то время как субъекты воображали визуальные объекты и сцены. Многочисленные исследования привели к относительному консенсусу в когнитивной науке, психологии, нейробиологии и философии относительно нейронного статуса ментальных образов. В целом исследователи сходятся во мнении, что, хотя внутри головы нет гомункула, наблюдающего эти ментальные образы, наш мозг формирует и поддерживает их как образоподобные целые. Проблема того, как именно эти образы хранятся и управляются в человеческом мозге, в частности в языке и коммуникации, остается плодотворной областью исследования.
Одна из самых продолжительных тем исследования ментального образа основана на том факте, что люди сообщают о больших индивидуальных различиях в яркости своих образов. Для оценки таких различий были разработаны специальные опросники, в том числе опросник яркости визуальных образов (VVIQ), разработанный Дэвидом Марксом. Лабораторные исследования показали, что субъективно сообщаемые вариации яркости изображений связаны с различными нейронными состояниями в мозге, а также с различными когнитивными способностями, такими как способность точно вспоминать информацию, представленную на картинках.
Недавние исследования показали, что индивидуальные различия в показателях VVIQ могут быть использованы для прогнозирования изменений в мозге человека при визуализации различных видов деятельности. Функциональная магнитно-резонансная томография (фМРТ) была использована для изучения связи между ранней активностью зрительной коры относительно всего мозга, когда участники визуализировали себя или другого человека, делающего жим лёжа или поднимающегося по лестнице. Отчетливая яркость изображения значительно коррелирует с относительным сигналом фМРТ в зрительной коре. Таким образом, индивидуальные различия в яркости зрительных образов могут быть измерены объективно.

## Ментальные образы в процессе обучения и тренировки
Исследования стилей обучения исходят из идеи ментальных образов. Люди часто проходят процесс обучения, который использует визуальные, слуховые и кинестетические системы опыта. Обучение в нескольких перекрывающихся сенсорных системах усиливает эффект и пользу, и они поощряют учителей использовать контент и средства массовой информации, которые хорошо интегрируются с визуальными, слуховыми и кинестетическими системами, когда это возможно. Также проводились исследования влияния опыта ментальных образов на скорость обучения. Например, представление игры на пианино с пятью пальцами (ментальная практика) привело к значительному улучшению производительности по сравнению с отсутствием ментальной практики — хотя и не столь значительному, как результат физической практики.

## Визуализация и гималайские традиции
В целом, буддизм Ваджраяны, Бон и Тантра используют сложные визуализационные или имагинальные (на языке Джин Хьюстон из трансперсональной психологии) процессы в построении мыслеформ Идам, Тибетской тантрической практики, а также в традициях янтры, танки и мандалы, где удержание полностью реализованной формы в уме является необходимым условием перед созданием «подлинного» нового произведения искусства, которое обеспечит священную поддержку или фундамент для божества.

## Эффект замещения
Ментальные образы могут выступать в качестве воображаемого опыта: воображаемое переживание может вызвать такие же когнитивные, физиологические и/или поведенческие последствия, как и соответствующее переживание в реальности. Были задокументированы, по крайней мере, четыре класса таких эффектов:
1. Воображаемым переживаниям приписывается такая же доказательная ценность, как и вещественным доказательствам.
2. Ментальная практика может принести те же преимущества, что и физическая.
3. Воображаемое потребление пищи может уменьшить ее фактическое потребление.
4. Воображаемое достижение цели может снизить мотивацию к реальному достижению цели.